# Подвал Самарры
Подвал Самарры (араб. سرداب سامراء‎), также Подвал гайбата (араб. سرداب الغيبة‎) и Священный подвал (араб. السرداب المقدس‎) — подвал дома отца имама Махди, в двунадесятном шиитском исламе считающийся священным. По мнению многих суннитов являются у шиитов-двунадесятников местом сокрытия и появления имама Махди, что самими рафидитами оспаривается.

## В шиизме
Пишет шейх Забихуллах аль-Махалляти:

Не тем известен этот подвал, что это подвал гайбата с худжатом внутри, как утверждают джахильские источники, а тем, что он — ночлег и место поклонения трёх имамов на время их пребывания там, и вдобавок тем, что там пересеклись многие праведники
Оригинальный текст (ар.)ليس اشتهار هذا السرداب بسرداب الغيبة لأن الحجة عليه السَّلام غاب فيه كما زعمه من يجهل التاريخ، بل لأنّه مبيت الثلاثة من الأئمة ومعبدهم  طوال مدة اقامتهم فيه، و كذلك لأنّه حظي فيه عدة من الصلحاء بلقائه (ع)

Пишет алляма Хусейн аль-Амини касаемо обвинения Ибн Теймии:

И обвинение касаемо подвала отвратнее прочих, и хотя до этого и другие суннитские авторы повторяли его, но этот выдумал, что его призывают сливающимися воедино звуками ослов и лошадей, приводимых к подвалу непрерывно каждую ночь на протяжении уже более чем тысячелетия, хотя шииты и не считают, что в этом подвале гайбат имама, и ни был он в нём сокрыт и ни появится он оттуда. Наоборот, их вера, поддерживаемая их же хадисами, в том, что тот появится из Мекки позади Каабы, никто не считает, что это случится в подвале. Истинно, там нет нура, хотя притом это и подвал дома имамов в Самарре. И постоянно встречаются такие подвалы в домах, построенные как убежища от палящего зноя, ну а что до этого подвала, он важен в силу его одарённости огромной честью иметь отношение к имамам религии, будучи наряду с остальной частью дома местом обители троих из них; в том же особенность и других обителей имамов, включая почтеннейшего из них, величайшего пророка, в каком бы из мест те ни были, где Аллах разрешил славить и поминать своё имя. Вот бы мне хотелось, чтоб лгуны сошлись в едином мнении, по поводу чего лгать об этом подвале, чтоб лживость их провокаций не стала так очевидна, например, чтобы не писал бы Ибн Баттута в своей книге «Тухфат ан-Нуззар фи Гараиб аль-Амсар ва Азаиб аль-Асфар», что подвал в Хилле, и чтоб не писал бы аль-Кармани в своей книге «Ахбар ад-Дуваль», что он в Багдаде, и чтоб не писали бы другие, что он в Самарре, а вслед за ними и аль-Касеми, не знавший места, поэтому, скрывая свой позор, начавший утверждать о подвале. Ах хотелось бы мне, чтобы Касими хотя бы завязал с привычкой кидаться обвинениями, что этой традиции уже больше тысячелетия, чтобы не приписывать к ней настоящее время и ближайшие годы, ведь любой мусульманин сам способен убедиться в обратном глазами и ушами, и ему же лучше было бы, припиши её приписали к Средним Векам, чтобы читатель мог почувствовать будто это правда, но он как раз к таким деталям невнимателен.
Оригинальный текст (ар.)وفرية السرداب أشنع وإن سبقه إليها غيره من مؤلفي أهل السنة لكنه زاد في الطمور نغمات بضم الحمير إلى الخيول وادعائه اطراد العادة في كل ليلة واتصالها منذ أكثر من ألف عام، والشيعة لا ترى أن غيبة الإمام في السرداب، ولاهم غيبوه فيه ولا إنه يظهر منه، وإنما اعتقادهم المدعوم بأحاديثهم أنه يظهر بمكة المعظمة تجاه البيت، ولم يقل أحد في السرداب: إنه مغيب ذلك النور، وإنما هو سرداب دار الأئمة بسامراء، وإن من المطرد إيجاد السراديب في الدور وقاية من قايظ الحر، وإنما اكتسب هذا السرداب بخصوصه الشرف الباذخ لانتسابه إلى أئمة الدين، وإنه كان مبوء لثلاثة منهم كبقية مساكن هذه الدار المباركة، وهذا هو الشأن في بيوت الأئمة عليهم السلام ومشرفهم النبي الأعظم في أي حاضرة كانت، فقد أذن الله أن ترفع ويذكر فيها اسمه. وليت هؤلاء المتقوّلون في أمر السرداب اتفقوا على رأي واحد في الأكذوبة حتى لا تلوح عليها لوائح الافتعال فتفضحهم، فلا يقول ابن بطوطة في رحلته: إن هذا السرداب المنوه به في الحلة. ولا يقول القرماني في ( أخبار الدول ) إنه في بغداد. ولا يقول الآخرون: إنه بسامراء. ويأتي القصيمي من بعدهم فلا يدري أين هو فيطلق لفظ السرداب ليستر سوءته. وإني كنت أتمنى للقصيمي أن يحدد هذه العادة بأقصر من ( أكثر من ألف عام ) حتى لا يشمل العصر الحاضر والأعوام المتصلة به، لأن انتفائها فيه وفيها بمشهد ومرئي ومسمع من جميع المسلمين، وكان خيرا له لو عزاها إلى بعض القرون الوسطى حتى يجوز السامع وجودها في الجملة، لكن المائن غير متحفظ على هذه الجهات